# Farnham (Suffolk)
Pour les articles homonymes, voir Farnham.
Farnham est un village et une paroisse civile du Suffolk, en Angleterre.